# Церква непорочного зачаття Пресвятої Богородиці (Городенка)
Церква непорочного зачаття Пречистої Діви Марії та монастирська резиденція 1743–1769 рр.
Колишній костел непорочного зачаття Пречистої Діви Марії пол. Kościół p. w. Niepokalanego Poczęcia N. M. P та монасти́р місіонерів — пам'ятка архітектури національного значення XVIII століття у стилі пізнього бароко в місті Городенка, Івано-Франківської області.

## Історія

### Будівництво

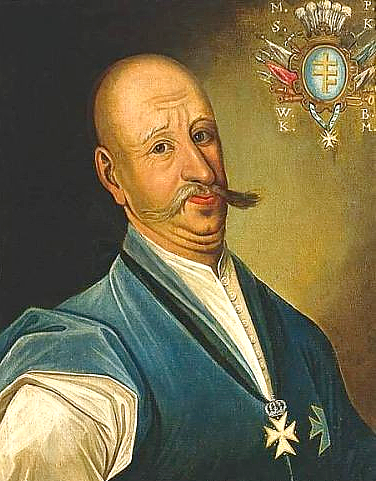
Фундатор храму Микола Василь Потоцький

Костел споруджено протягом 1743–1769 років на замовлення Миколи Василя Потоцького за проектом архітектора Бернарда Меретина у співпраці з «галицьким Мікеланджело» — скульптором Йоганом Георгом Пінзелем. Вважається першою спільною роботою двох митців і однією з найцінніших пізньобарокових пам'яток на території колишньої Речі Посполитої. До комплексу входять також корпус монастирських келій та колона зі статуєю Пречистої Діви Марії.
Костел збудований на місці, де раніше була дерев'яна каплиця. Храм та монастирська резиденція Конгрегації Регулярних Клириків Божественного Провидіння засновані фундаційним актом канівського старости Миколи Василя Потоцького від 22 серпня 1743 року.
Власне будівельні роботи розпочали в 1745 році — після виділення фундатором першої квоти в розмірі 20000 злотих — і станом на 1754 рік були вже майже завершені. Проте освячений храм був тільки 2 липня 1760 року єпископом Станіславом Раймундом Єзерським (чи 1769), перед цим у 1763 році змінивши статус із монастирського на парафіяльний.
Згідно з описом адміністратора Станіслава Вільчека, зробленим у 1780-х роках, вежі були пофарбовані в червоний колір і покриті білою бляхою, а центральний неф — ґонтом. Над вежами на мідних кулях височіли залізні позолочені п'ятираменні хрести «Пилява» -родовий герб Потоцьких. На фронтоні був намальований образ Діви Марії. У великі свята на балконі над входом грав оркестр. Вхідні дубові двері також були пофарбовані в червоний колір. На вежах висіло п'ять дзвонів завважки 600, 418, 218, 30 і 24 фунти. На хорах містився великий орган з двох відділень, оцінений актом від 30 червня 1784 року в 750 флоринів. Окрім головного вівтаря, багато прикрашеного різьбою і скульптурою з позолоченого дерева, було ще чотири бокових. У головному вівтарі, як подано в описі, виділялися дві великі скульптури — Арона та Мелхіседека, проте на світлинах початку XX століття вони вже відсутні, можливо, втрачені під час пожеж та реконструкцій XIX сторіччя.
Костел Непорочного Зачаття Діви Марії прикрашало п'ять вівтарів і близько 30-ти скульптур роботи визначного митця. Скульптури-колоси головного вівтаря були найбільшими з будь-коли виконаних Пінзелем, сягали висоти понад два метри. В його нижньому ярусі містилися фігури святих Йосифа, Анни, Єлизавети та Якима. На верхівках двох колон вклякали два великих ангели, а два менших утримували завислі в повітрі капітелі без колон. Останнє композиційне вирішення несе в собі неабияку оригінальність. Лівий боковий неф містив вівтар Святої Трійці з рельєфом Спасителя, скульптурною композицією «Жертвопринесення» і фігурою пророка та вівтар св. Яна Непомука з алегоричними жіночими постатями. У правому боковому нефі був вівтар зі скульптурами св. Вінцента і св. Роха, а під вікном — Розп'яття з пристояними Богородицею та св. Іоаном. Високомистецький амвон увінчувала скульптура «Розіслання Христом апостолів», прикрашали рельєф «Ісус у Єрусалимському храмі» та фігури чотирьох євангелістів. Частину скульптур з городенківського костелу тепер можна побачити в музеї Йогана Пінзеля у Львові (колишній монастир кларисок на Митній площі) та в мистецькій збірці Олеського замку. З глибокою вдячністю слід відзначити неабияку заслугу директора Львівської картинної галереї Бориса Возницького в порятунку мистецької спадщини Пінзеля, значна частина якої була безповоротно втрачена в радянський період. Крім того, в Баварському національному музеї в Мюнхені представлено два боцеті — «Св. Йосиф» та «Ангел», які є мініатюрними моделями майбутніх скульптур для костелу в Городенці, виготовленими власноручно Пінзелем.

### XVIII століття
Монастир місіонерів проіснував недовго, близько 20-ти років. Його закрили під час так званої «Йосифінської касати» в 1780-х роках. Відтоді аж до 1940-х років у його приміщенні перебував міський магістрат. Ще до закриття монастиря, згідно з постановою цісарської управи від 5 вересня 1774 року, його коштовності передали в Заліщицьку окружну касу, а сільські маєтності включили до державного релігійного фонду і поставили над ними спеціального куратора. У ході реформ закрито переважну більшість монастирів усіх конфесій на підвладних австрійським Габсбурґам територіях, оскільки цісар вважав таку їх кількість надто великою та некорисною для суспільства і держави. До прикладу, у Галичині зі 170-ти римо- та греко-католицьких монастирів залишилося тільки 14, ліквідовано і єдиний православний монастир — Манявський скит. З чотирьох монастирів Городенківщини (два в Городенці, у Монастирку і Далешевій) не вцілів жоден. Заборонено також діяльність ордену єзуїтів не лише на західноукраїнських землях, а й у всіх великих імперських володіннях. Тоді ж, згідно з постановою Галицького цісарсько-королівського намісництва, срібло й коштовності з самого костелу визнали «не вкрай необхідними», а наступним губерніальним декретом від 3 вересня 1784 року його майно конфіскували.

### XIX століття
У 1820, 1833, 1841 роках храм візитували львівські римо-католицькі архиєпископи, а в тому ж 1841 році — львівський вірменський архиєпископ. 19 червня 1835 року в костелі спалахнула велика пожежа. Храм горів цілу ніч, попадали дзвони з веж. Споруда перетворилася на руїну. Під протекцією імператора Фердінанда, ерцгерцога Фердинанда Австрійського д'Есте та львівського архиєпископа костел за два роки відновлено. У 1838 році сильна буря знову пошкодила споруду, а в 1848 році, у зв'язку з пошестю холери і нашестям сарани двірська кухонна служниця Марія Коралевим офірувала на вівтар на честь св. Роха, якого вважали захисником від епідемій.
У 1866 році костел відреставровано. Під час виконання робіт Мечислав Потоцький не дозволив будівничому Єсселеві Гершелю, який керував роботами, змінити деякі деталі фасаду храму.
Під час реставрації в 1866–1870 роках відремонтовано фасад, замінено дахи на вежах. 400 флоринів на ці роботи дарував ерцгерцог Фердинанд. Коштом вірменки Магдалини Пасічанської в 1891 році на вежі костелу встановлено годинник. У 1900 році храм покрито черепицею, а в 1905 році під керівництвом архітектора зі Львова Яна Новорита реставровано вежі та фасад. Нагляд за реставраційними роботами здійснював Зиґмунт Ґорґолевський — автор проєкту будівництва приміщення Львівського оперного театру. Тоді ж львівський професор мистецтв Німчикевич намалював на фронтоні темперою образ Діви Марії.

### XX століття
Наступні реставрації проходили у 1905–1906 (керівник — Зиґмунт Ґорґолевський) та 1920-х роках (після незначних руйнувань, заподіяних у 1915 році — під час Першої світової війни). У 1910–1911 роках художник Кароль Політинський провів внутрішню реставрацію.
Храм зазнав пошкоджень у Першу та Другу світові війни. Найбільших руйнувань завдано споруді в 1940–1980-х роках. Цілком знищено внутрішній декор, спиляно хрести на вежах. Микола Василь Потоцький, ніби відчуваючи майбутню долю своїх 77-ми храмів, казав, що подасть на суд Божий тих, хто посягне на його творіння. У 1975 році невдалу реставрацію костелу здійснили працівники реставраційних майстерень Львова.
У часи СРСР у приміщеннях пам'ятки розташовувалося професійно-технічне училище механізаторів. Начиння храму було вивезено в приватні колекції та заховано. Вівтар роботи Й.-Ґ. Пінзеля (зокрема, 13 із 18 майже триметрових вівтарних скульптур) на даний знаходяться в невідомому місці.
Мистецтвознавцеві Борисові Возницькому вдалося врятувати його рештки (зберігають у музеї Пінзеля, Львів). Пошкоджена статуя «Доброго Пастиря» знаходиться у експозиції Національному музеї народного мистецтва Гуцульщини та Покуття (Коломия). У вівтарній частині храму дивом уціліли рештки стінописів.
У радянські часи храм охороняли як пам'ятку архітектури Української РСР (№ 249).

### Сучасність

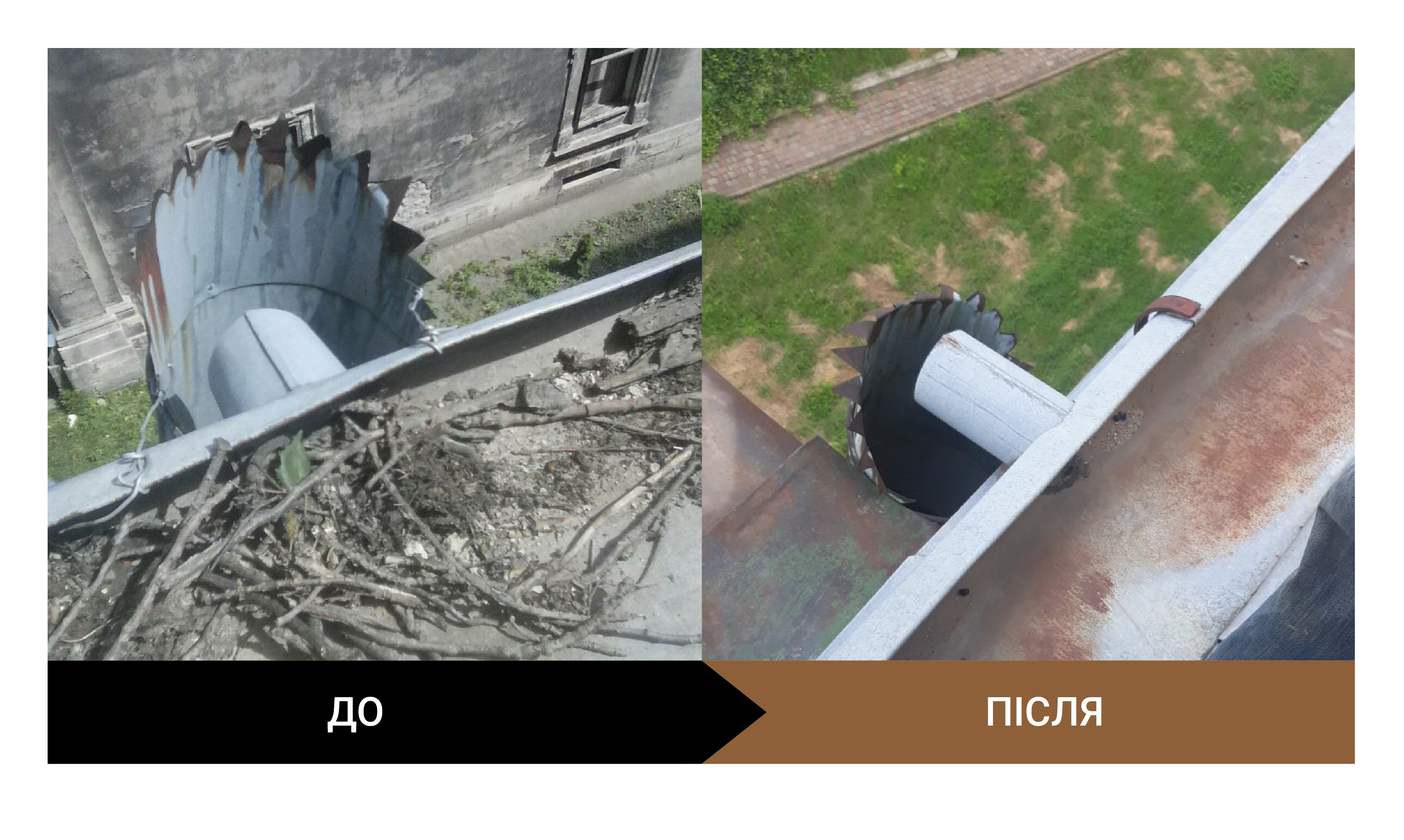
Результати роботи по очищенню водозливів

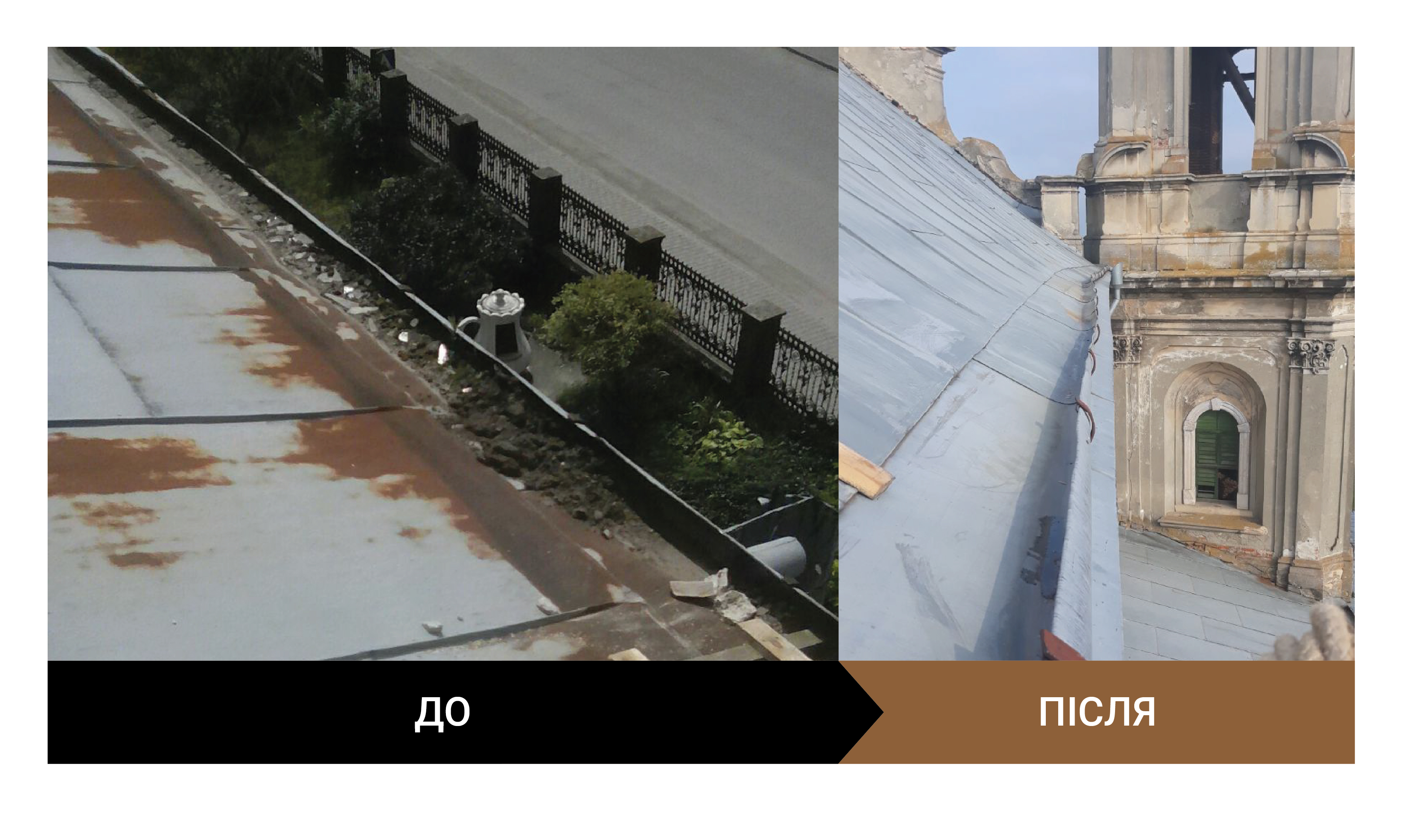
Результати роботи по очищенню водозливів

У січні 2020 року група волонтерів Проєкт "1743" розробила вебсайт та стратегію ревіталізації, за допомогою якого вирішили розказати людям про костел. Мета — відновити втрачену історію та розвинути костел та монастир як історичне місце. У квітні розпочалися роботи з усунення аварійного стану костелу та монастиря. Розпочали з водовідводів та даху, які були в критичному стані.
У 2021 році тривають роботи зі збереження будівлі від руйнації. Активісти на громадських засадах (переважно парафіяни храму) не займаються реставрацією, а роблять консервацію і дослідження, радячись із архітекторами і реставраторами, щоб не зашкодити будівлі. Триває фахова експертиза фресок на стінах. Також вдалося врятувати дах монастиря який перебував у критичному аварійному стані. Роботи організувалися благодійним фондом "Діти Непорочної" спільно з адміністратором костелу, місцевою адміністрацією та інститутом "Полоніка".

## Опис

### Архітектура
Пам'ятка розташована у східній частині міста, на перетині основних шляхів. Є його головною архітектурною домінантою. Храм являє собою тринавну цегляну базиліку з потинькованими фасадами. Центральна нава вища за бічні. Обабіч квадратного презбітерія влаштовано емпори з вигнутими парапетами, аналогічними до парапетів емпор собору Святого Юра у Львові. Апсида — слабковиражена, прямокутної форми, із заокругленими кутами.
Храм — вдосконалена версія значно меншого і скромнішого костелу Внебовзяття Пресвятої Діви Марії в Наварії.
Склепіння презбітерія хрестові, над емпорами — плескаті, центральної нави — коробові з розпалубками. Бічні нави утворено окремими з'єднаними між собою капличками з не вираженим зовні купольним перекриттям. Обабіч центральної нави над арками, які ведуть до бокових нав, влаштовано невеликі балкончики з фігурними вигнутими назовні парапетами, по три з кожного боку, над нартексом — музичні хори з аналогічним фігурним бар'єром.
Головний фасад заокруглений, із двома скісно поставленими до осі споруди бічними триярусними вежами, вкритими бароковими дахами без заломів і ліхтариків. Фасад декоровано коринфським ордером. Над порталом входу — балкон.
Зі сходу до храму прилягає П-подібний у плані корпус келій, з'єднаний із ним окремим переходом. Нахил земельної ділянки спонукав архітектора будувати келії на високих підмурках і терасі. Келії з півночі у два поверхи. Внутрішнє розпланування — коридорного типу, з однобічним розташуванням келій.
Перед костелом підноситься струнка коринфська колона, увінчана кам'яною скульптурою Діви Марії роботи Йогана Георга Пінзеля. На цоколі вирізьблено герб Потоцьких «Пилява». Довкола колони збереглося чотири надмогильних плити з XVIII ст. Одна з них датована 1770 р., увічнює отця-місіонера, «славетного Йосифа Сухогурського — великого благочинця ближніх».

## Світлини

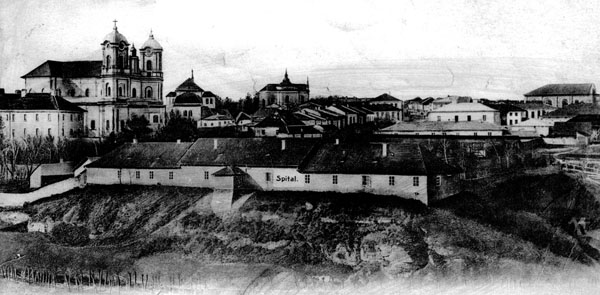
Костел наприкінці ХІХ століття
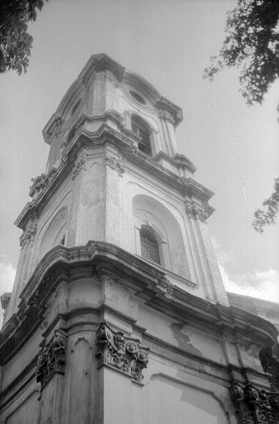
Південна башта костелу в 1996 році
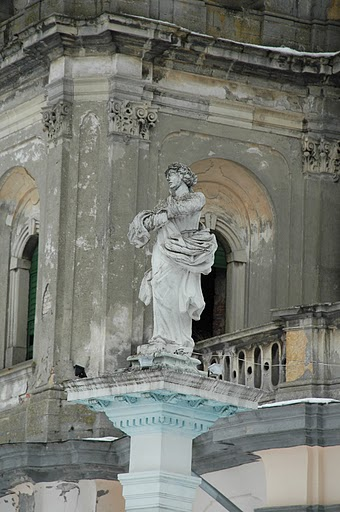
Колона зі статуєю Діви Марії роботи Пінзеля
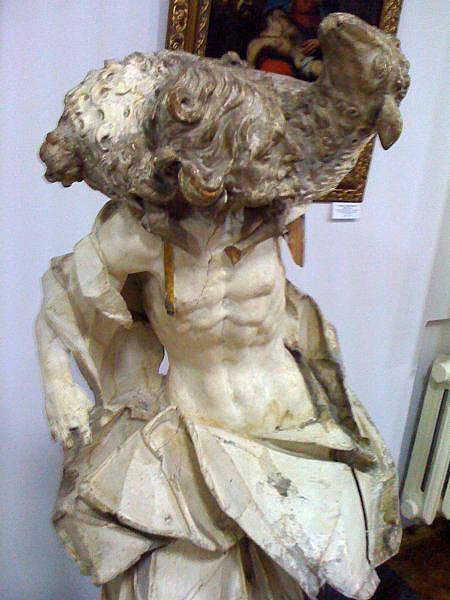
«Добрий Пастир» із Городенківського костелу
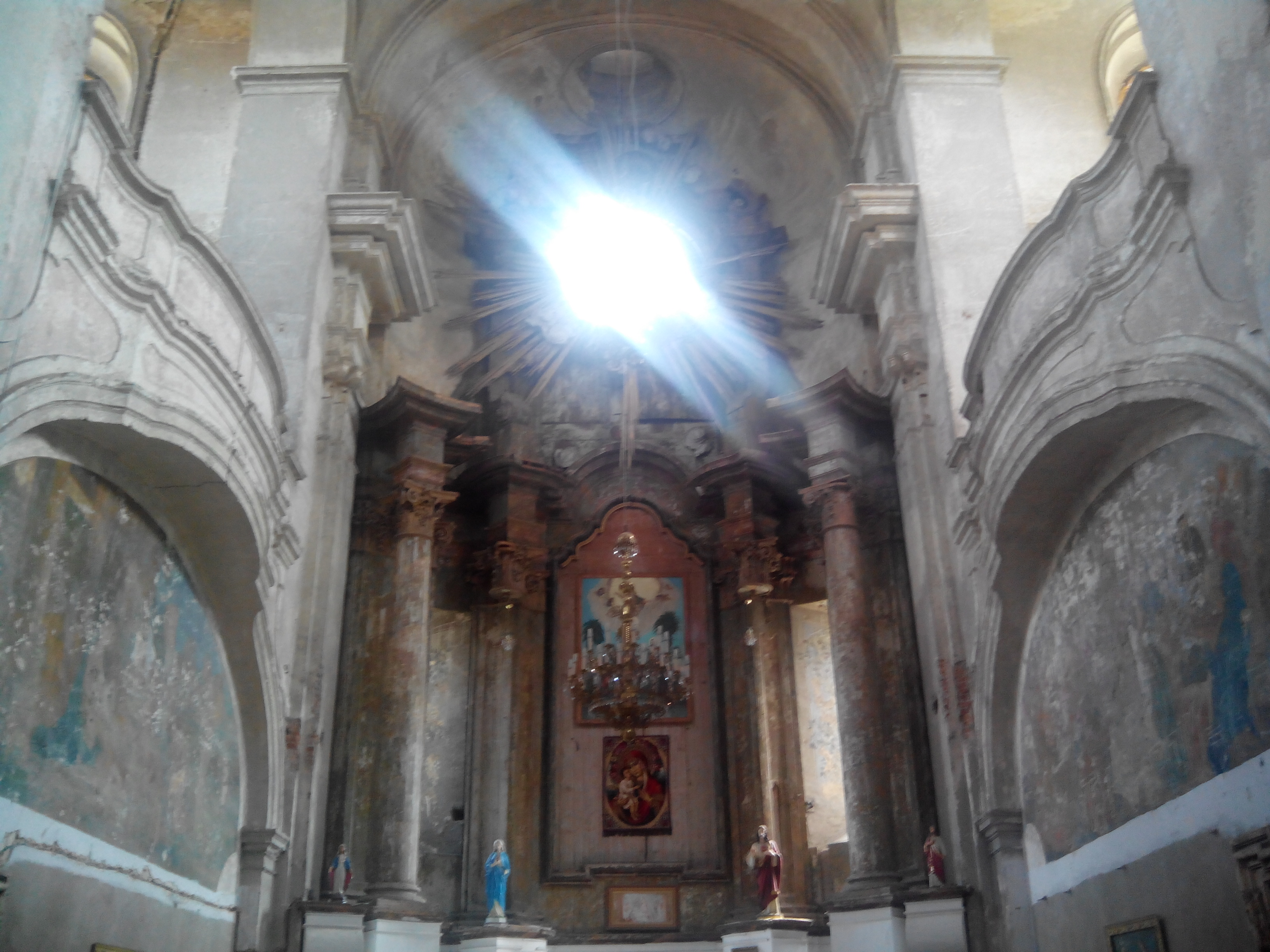
Всередині Костелу Непорочного Зачаття Діви Марії
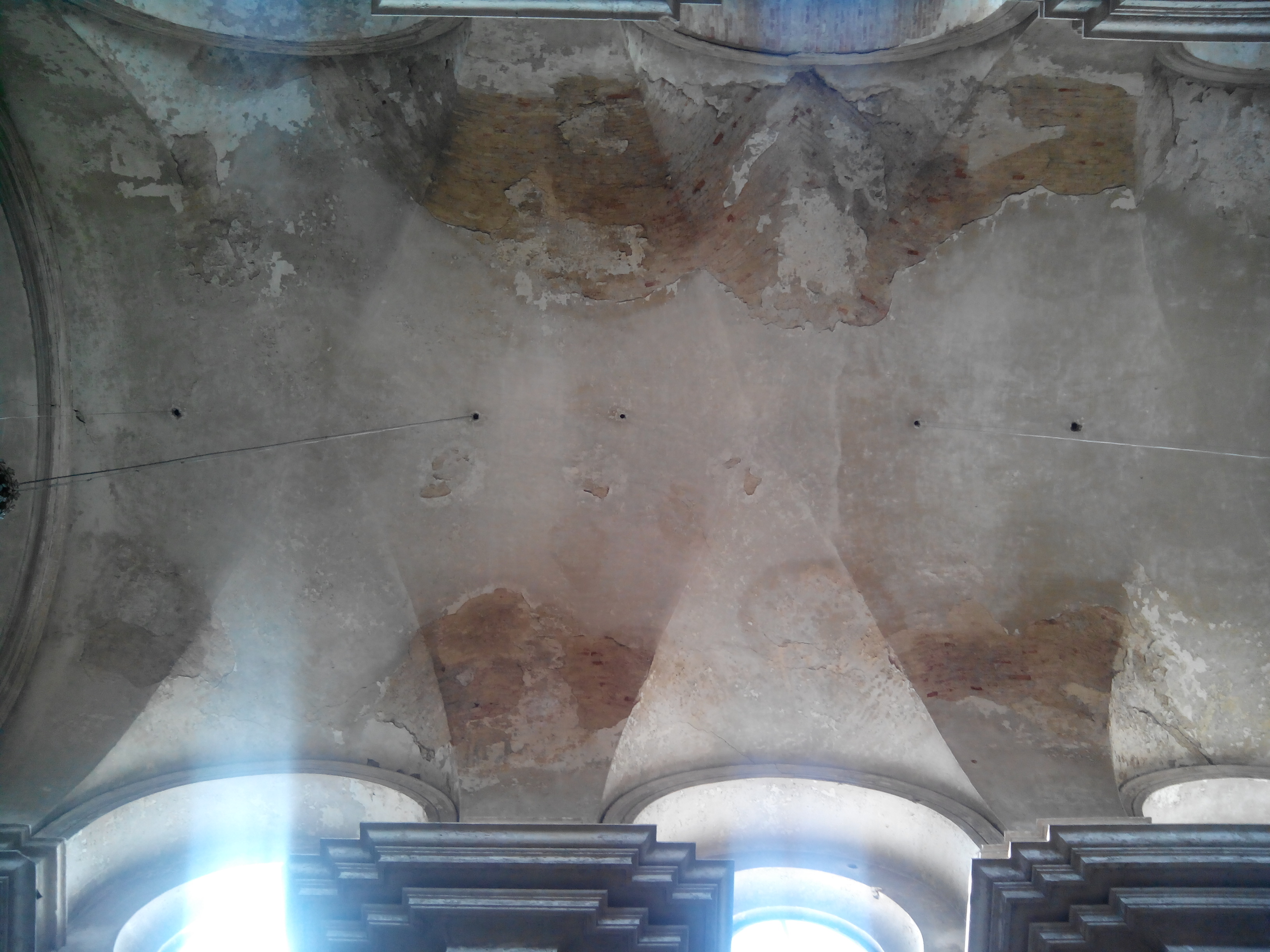
Всередині Костелу Непорочного Зачаття Діви Марії
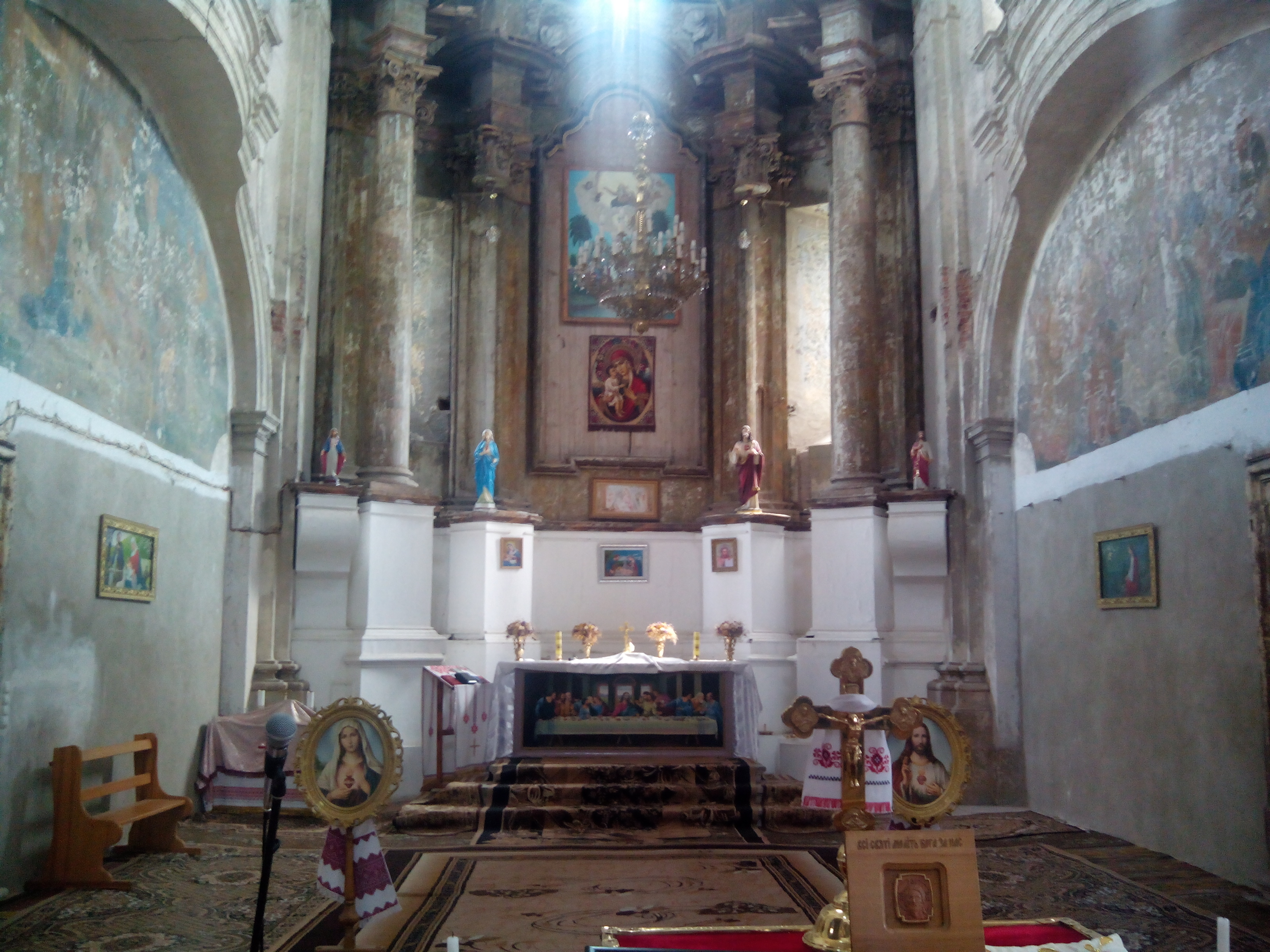
Всередині Костелу Непорочного Зачаття Діви Марії
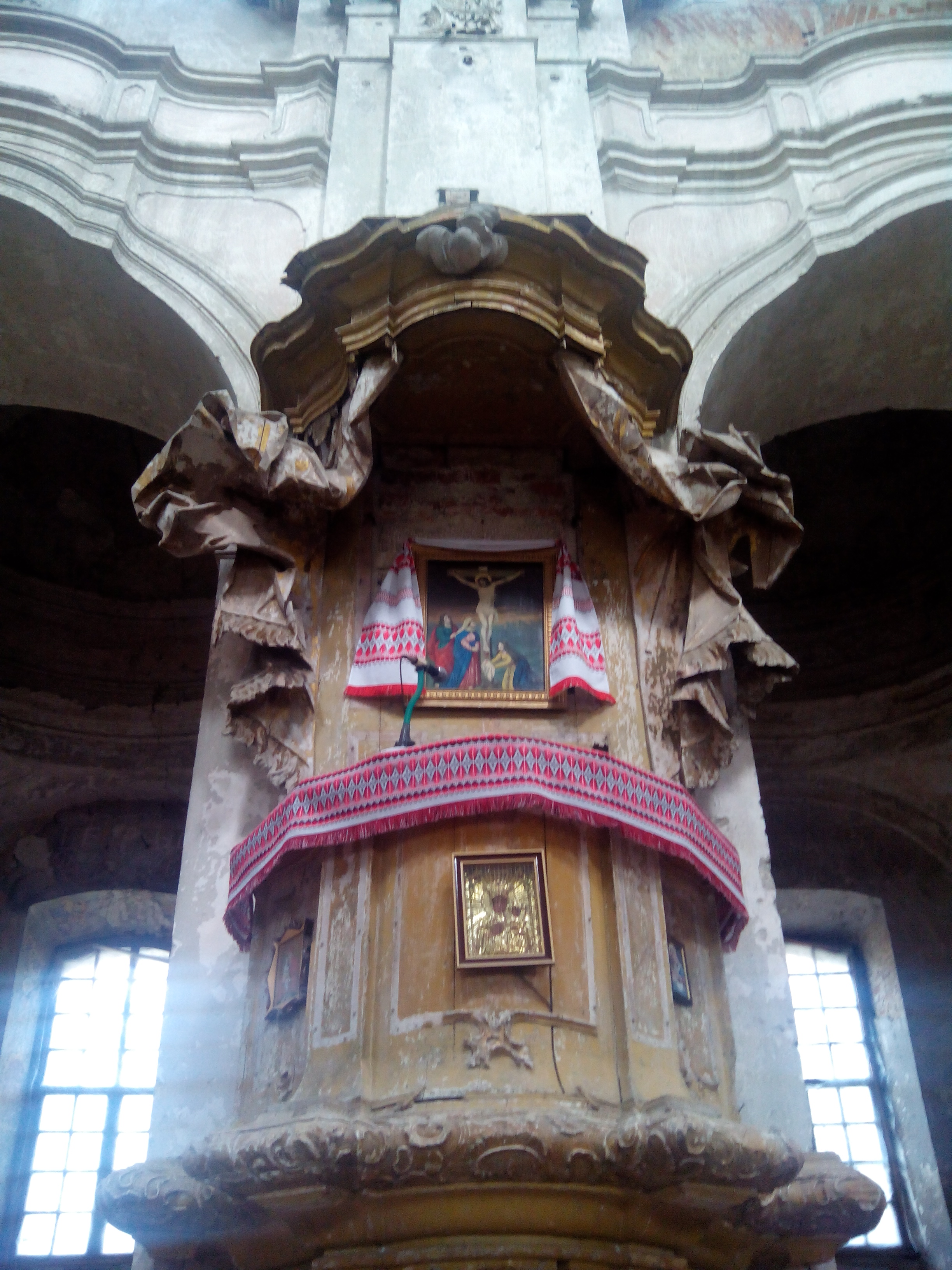
Всередині Костелу Непорочного Зачаття Діви Марії
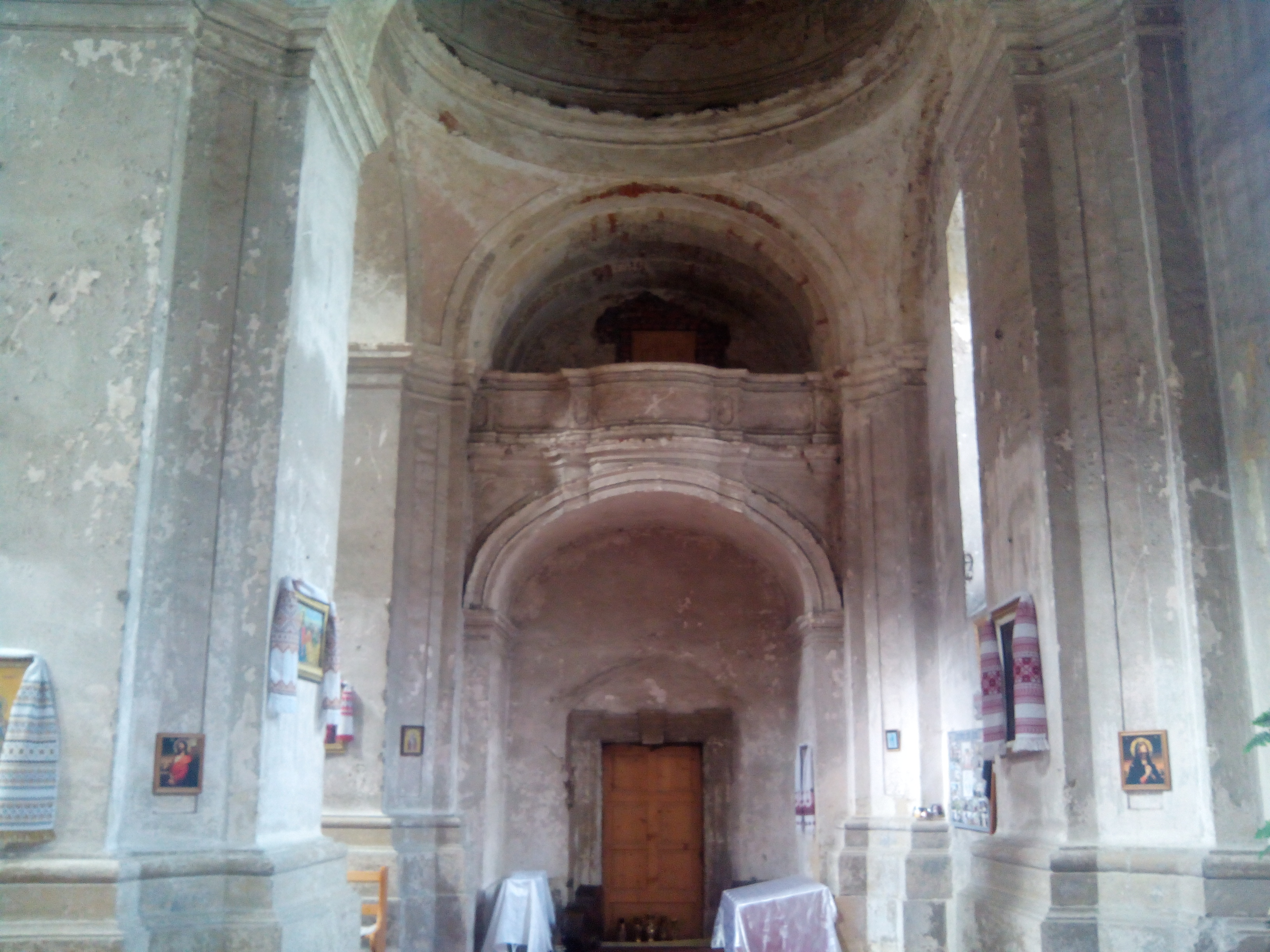
Всередині Костелу Непорочного Зачаття Діви Марії
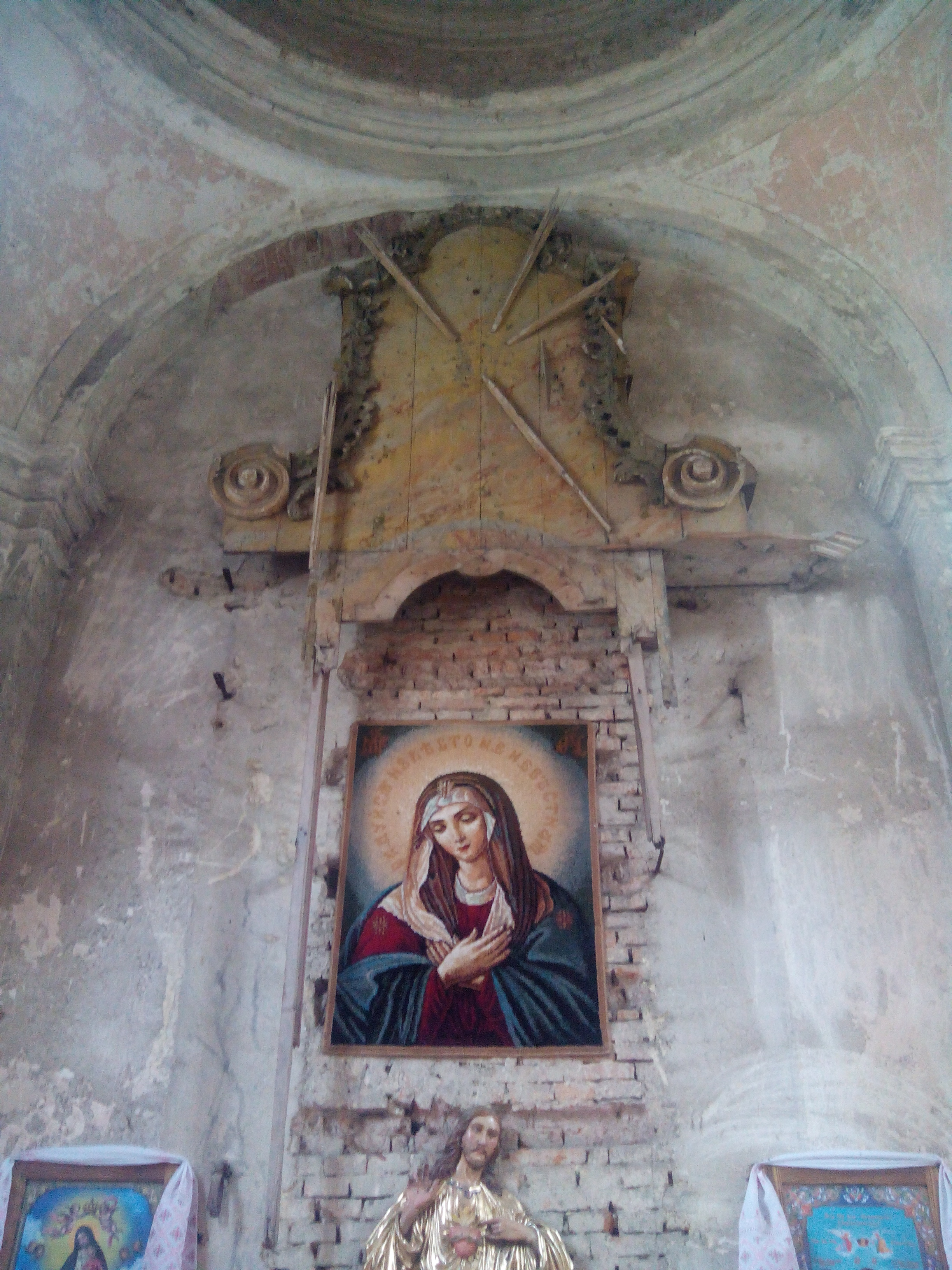
Всередині Костелу Непорочного Зачаття Діви Марії
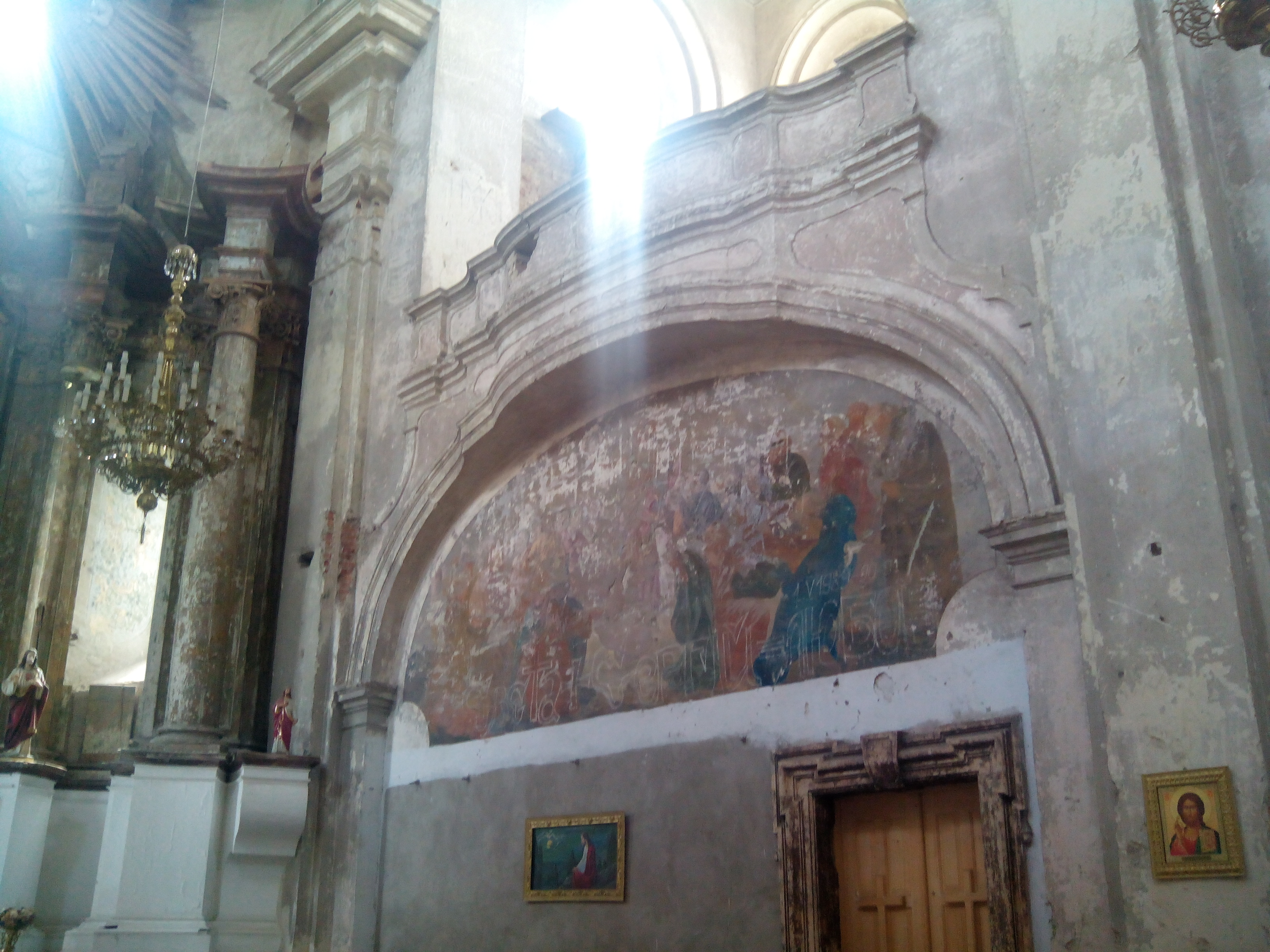
Всередині Костелу Непорочного Зачаття Діви Марії
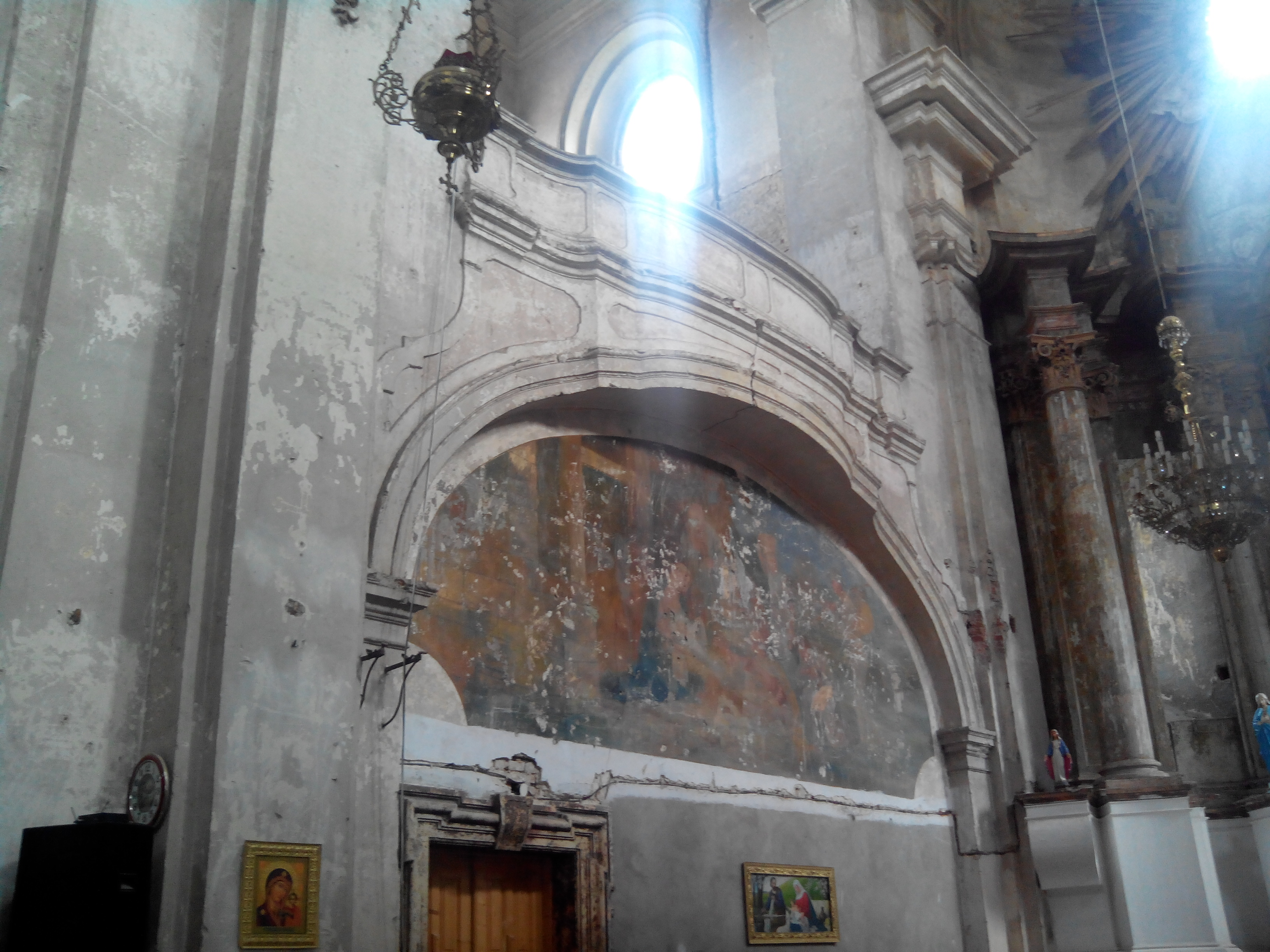
Всередині Костелу Непорочного Зачаття Діви Марії
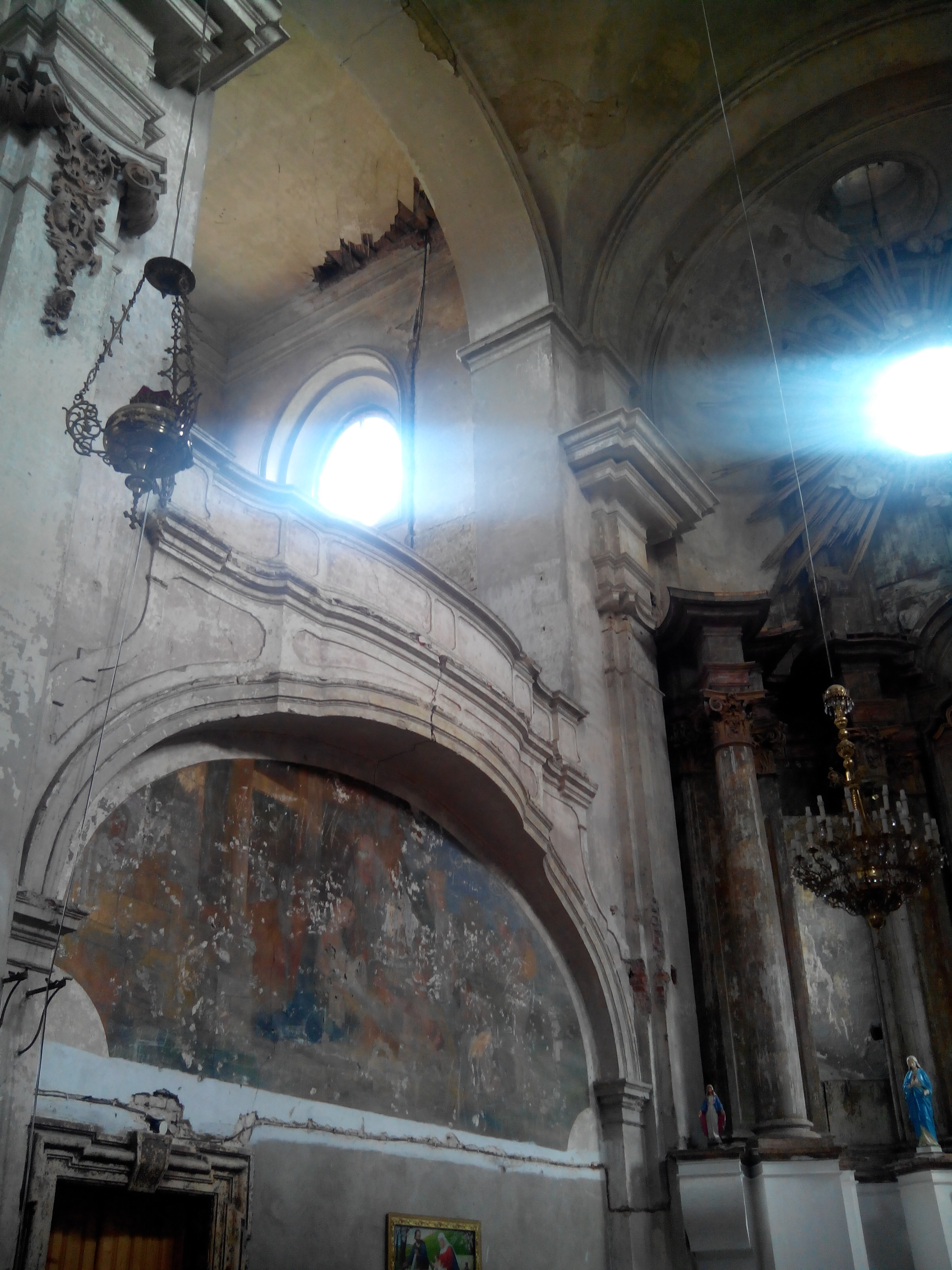
Всередині Костелу Непорочного Зачаття Діви Марії
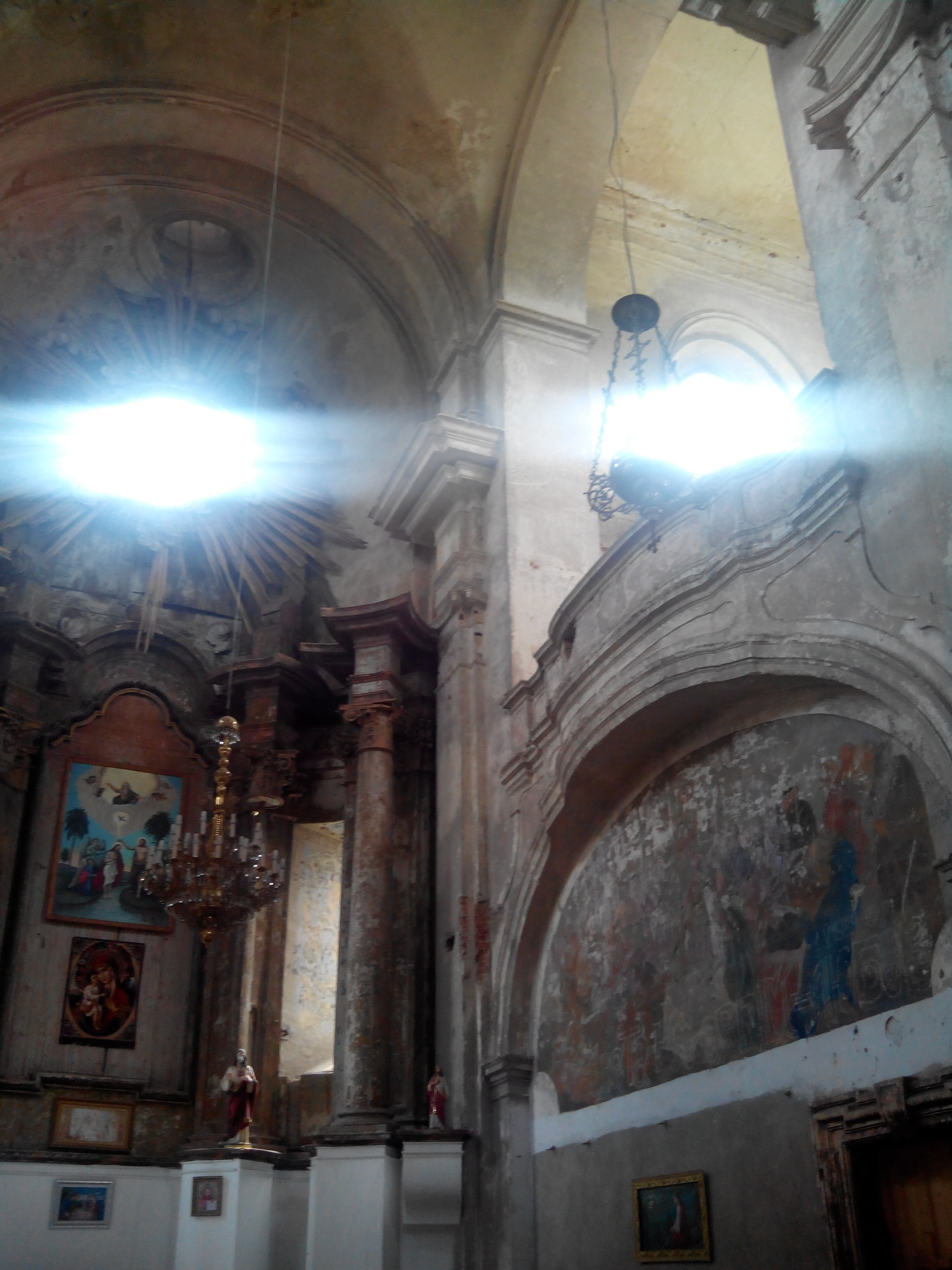
Всередині Костелу Непорочного Зачаття Діви Марії
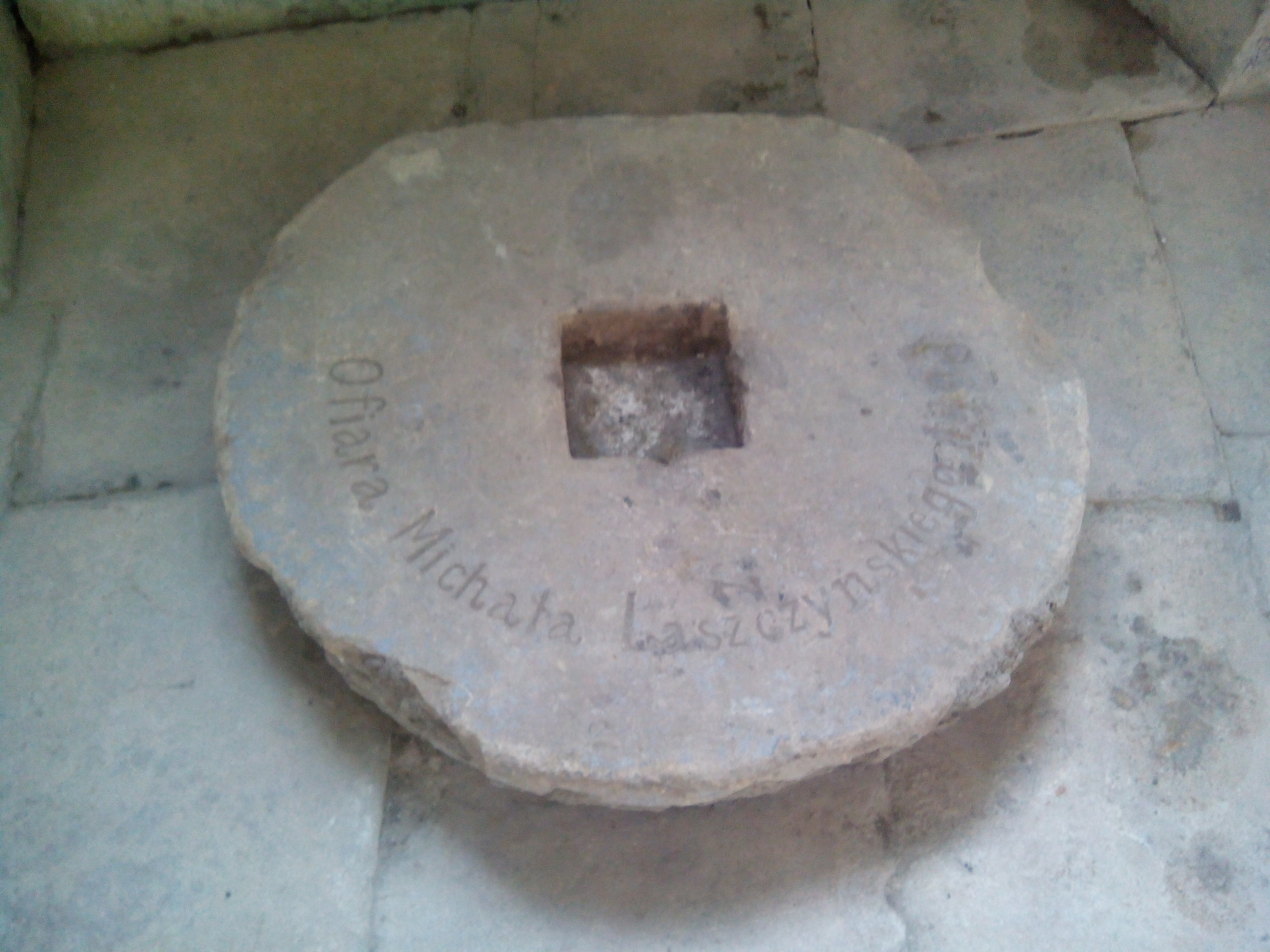
Всередині Костелу Непорочного Зачаття Діви Марії

## Цікаві факти
- Як і інший збудований коштом Миколи Василя Потоцького городенківський храм — греко-католицька церква Успіння Пресвятої Діви Марії — костел замість хреста увінчаний хрестоподібними Пилявами — гербами Потоцьких.